# Dolbeau-Mistassini
Dolbeau-Mistassini ist eine Stadt (Ville) und der Hauptort der MRC Maria-Chapdelaine der kanadischen Provinz Québec.
Dolbeau-Mistassini befindet sich 15 km nördlich des Lac Saint-Jean an der Einmündung des Rivière Mistassibi in den Rivière Mistassini.
Mit einer Einwohnerzahl von 14.546 im Jahr 2006 ist Dolbeau-Mistassini die zweitgrößte Stadt in der Region des Lac Saint-Jean nach Alma und vor Roberval.

## Söhne und Töchter der Stadt
- Marie-Nicole Lemieux (* 1975), Kanadierin Alt (Stimmlage)

## Einzelnachweise

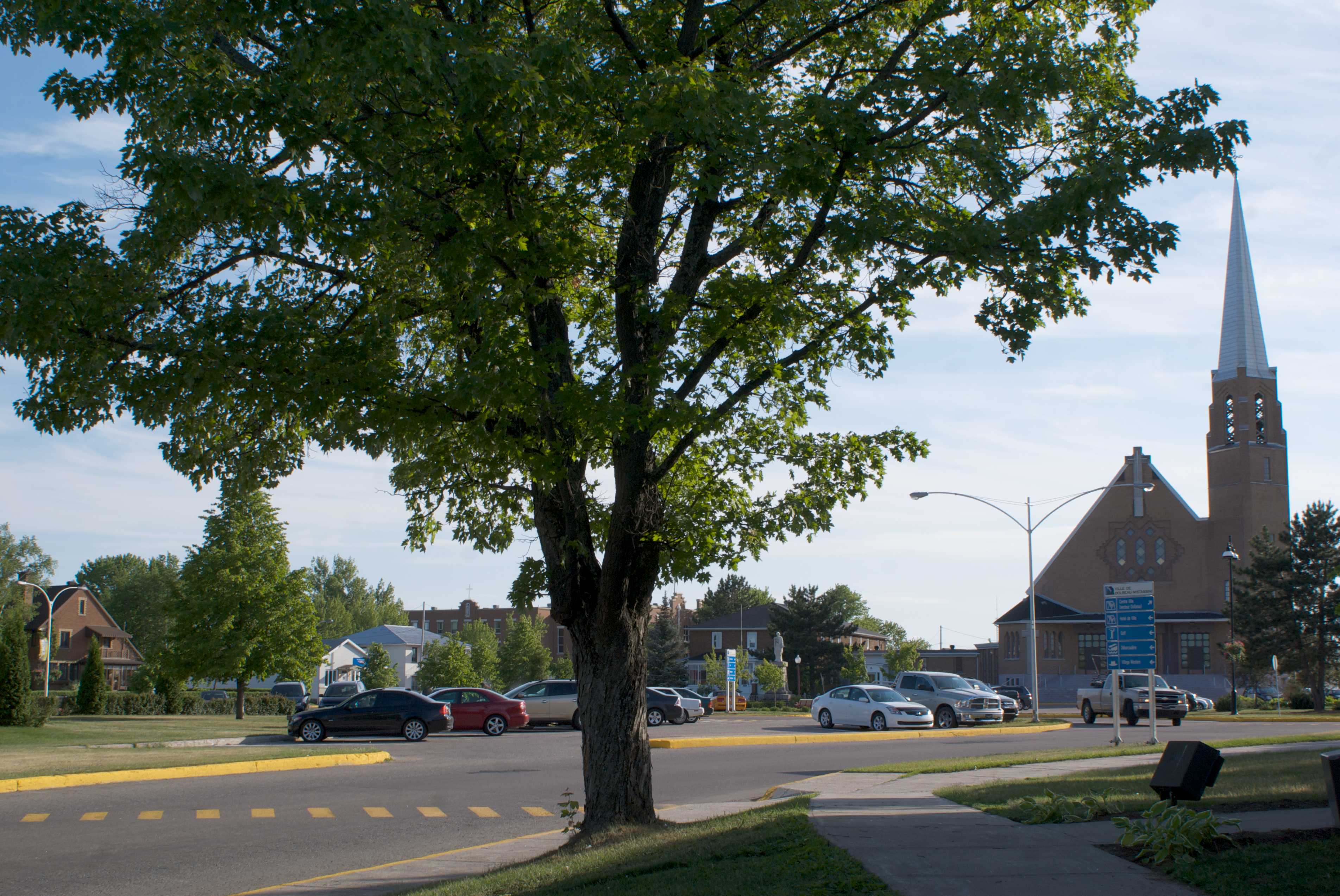
Stadtzentrum von Dolbeau-Mistassini